# Speicher
Ein Speicher (von lateinisch spicarium‚ Getreidespeicher, Vorratshaus‘, spätlateinische Bildung aus spica ‚Ähre‘), je nach Zusammenhang auch Lager, Depot, Ablage, Puffer, Vorrat oder Reserve genannt, ist ein Ort oder eine Einrichtung zum Speichern von materiellen oder immateriellen (Datenspeicher) Objekten.

## Grundlagen
- Materie (Stoffe, Rohstoffe, Güter, Waren, Abfälle …),
- Energie (Wärme, Druck, Elektrische Energie …),
- Information (Daten, Wissen …)

Speicher können natürlichen Ursprungs sein oder vom Menschen künstlich geschaffen werden.
Meistens wird die Speicherung vom Menschen zeitlich begrenzt durchgeführt, mit der Absicht oder zumindest der Möglichkeit, das Eingelagerte später wieder für den Gebrauch zu entnehmen. Diese Speicher, die auch als Zwischenspeicher, Puffer oder Vorrat bezeichnet werden, dienen dazu, die zeitlichen Schwankungen zwischen dem Zufluss/Angebot und dem Abfluss/Nachfrage auszugleichen. 
Seltener erfolgt eine Speicherung unbefristet oder endgültig. Für solche Speicher ist im Sprachgebrauch der Begriff (End-)Lager oder Ablage üblicher.

## Theoretische Grundlagen
Die gespeicherte Menge und somit der Füllstand des Speichers ergibt sich mathematisch als zeitliches Integral über die Differenz aus Zuflussrate und Abflussrate im Zeitintervall {\displaystyle t\in [0,T]\colon }
{\displaystyle {\text{Gespeicherte Menge}}(T)=\int _{0}^{T}({\text{Zuflussrate}}(t)-{\text{Abflussrate}}(t))\;\mathrm {d} t+{\text{Gespeicherte Menge}}(0)}
Wird die Speicherkapazität (d. h. der maximal mögliche Füllstand) überschritten, kommt es ggf. zu einem Überlauf. 
Ein Speicher ist ein wichtiges Element in der Regelungstechnik. Es kann zur Glättung verwendet werden. Bei einem System mit mehreren Speichern gleicher Art kann es zu Schwingungen kommen.

## Arten von Speichern

### Speicher für Materie
- Bodenspeicher zur Lagerung von Gütern
- Vorratskammer oder einen Vorratsbehälter
- Dachboden, der oft als Lagerort verwendet wird
- Silo, Tanklager
- Untergrundspeicher für die Lagerung von Erdgas/Wasserstoff/Öl
- Gasspeicher
- Wasserspeicher (Stausee, Speichersee), bei einem Wasserkraftwerk der obere Bereich der Talsperre
- Depot (Museum) zur Aufbewahrung der nicht ausgestellten Objekte

### Speicher für Energie
- Energiespeicher in der Energietechnik
- Wärmespeicher eines thermodynamischen Systems
- Druckspeicher

### Speicher für Information und sonstige immaterielle Güter
- Wissensspeicher, z. B. eine Bibliothek, ein Archiv oder ein Nachschlagewerk.
- Datenspeicher in der Informatik und Elektronik als Platz zum Speichern von digitalen Informationen (siehe auch Speicherhierarchie)
  - Arbeitsspeicher, einem zentralen Bestandteil von Computern
  - Puffer, Zwischenspeicherbereiche
  - Zwischenablage, Zwischenspeicher für Kopieren und Einfügen